# Unité urbaine de Montluçon
L'unité urbaine de Montluçon est une unité urbaine française centrée sur la ville de Montluçon, une des sous-préfectures du département de l'Allier et située dans la région Auvergne-Rhône-Alpes.

## Données globales
Dans la délimitation de 2010, selon l'INSEE, l'unité urbaine de Montluçon, qui est située dans le département de l'Allier, est composée de 7 communes, toutes situées dans l'arrondissement de Montluçon.
Dans le nouveau zonage de 2020, elle est composée de 6 communes, la commune de Villebret ayant été retirée du périmètre. 
En 2022, avec 51 495 habitants, elle représente la 2e unité urbaine du département de l'Allier, après l'unité urbaine de Vichy qui occupe le 1er rang départemental et avant Moulins (3e rang départemental) bien que cette dernière en soit la préfecture et elle se situe au 20e rang régional en Auvergne-Rhône-Alpes.
En 2021, sa densité de population s'élève à 429 hab/km2. Par sa superficie, elle représente 1,64 % du territoire départemental mais, par sa population, elle regroupe 15,4 % de la population du département de l'Allier.

## Délimitation de l'unité urbaine de 2020
Elle est composée des six communes suivantes :
| Nom                      | Code Insee | Département | Statut       | Superficie (km2) | Population (dernière pop. légale) | Densité (hab./km2) | Modifier                                    |
| ------------------------ | ---------- | ----------- | ------------ | ---------------- | --------------------------------- | ------------------ | ------------------------------------------- |
| Montluçon (ville-centre) | 03185      | Allier      | ville-centre | 20,67            | 33 317 (2022)                     | 1 612              | modifier les données · modifier les données |
| Désertines               | 03098      | Allier      | banlieue     | 8,34             | 4 323 (2022)                      | 518                | modifier les données · modifier les données |
| Domérat                  | 03101      | Allier      | banlieue     | 35,54            | 8 665 (2022)                      | 244                | modifier les données · modifier les données |
| Lavault-Sainte-Anne      | 03140      | Allier      | banlieue     | 9,08             | 1 138 (2022)                      | 125                | modifier les données · modifier les données |
| Prémilhat                | 03211      | Allier      | banlieue     | 21,12            | 2 513 (2022)                      | 119                | modifier les données · modifier les données |
| Quinssaines              | 03212      | Allier      | banlieue     | 25,37            | 1 539 (2022)                      | 61                 | modifier les données · modifier les données |

## Évolution démographique dans la délimitation de 2020
| 1968   | 1975   | 1982   | 1990   | 1999   | 2010   | 2015   | 2021   |
| ------ | ------ | ------ | ------ | ------ | ------ | ------ | ------ |
| 70 750 | 71 711 | 67 681 | 62 337 | 59 036 | 56 615 | 55 292 | 51 570 |

#### Données générales
- Unité urbaine en France
- Aire d'attraction d'une ville
- Liste des unités urbaines de France

#### Données démographiques en rapport avec l'unité urbaine de Montluçon
- Aire d'attraction de Montluçon
- Arrondissement de Montluçon

#### Données démographiques en rapport avec l'Allier
- Démographie de l'Allier